# Liudavka, Jmerînka
Liudavka (în ucraineană Людавка) este o comună în raionul Jmerînka, regiunea Vinnița, Ucraina, formată numai din satul de reședință.

## Demografie
Componența lingvistică a satului Liudavka
     Ucraineană (86,16%)
     Rusă (13,7%)
Conform recensământului din 2001, majoritatea populației satului Liudavka era vorbitoare de ucraineană (86,16%), existând în minoritate și vorbitori de rusă (13,7%).